# Fisiologismo
Fisiologismo é um tipo de relação de poder político em que ações políticas e decisões são tomadas em troca de favores, favorecimentos e outros benefícios a interesses privados, em detrimento do bem comum. É um fenômeno que ocorre frequentemente em Parlamentos, mas também no Executivo, e está estreitamente associado à corrupção política, uma vez que os partidos políticos fisiologistas apoiam qualquer governo — independentemente da coerência entre as ideologias ou planos programáticos — apenas para conseguir concessões deste em negociações delicadas.